# I Don’t Love You
«I Don’t Love You» (рус. Я не люблю тебя) — третий сингл американской рок-группы My Chemical Romance из альбома The Black Parade.

## История написания
Хотя группа была на гастролях, музыканты начали запись сингла прямо во время тура, используя подручные звукозаписывающие устройства. Ранние версии песни были записаны на первом DVD Life on the Murder Scene.

## Музыкальное видео
Клип был срежиссирован Марком Уэббом — постановщиком трёх предыдущих клипов My Chemical Romance на песни из альбома Three Cheers for Sweet Revenge. Уэбб стал режиссёром вместо Сэма Бэйера, снимавшего «Welcome to the Black Parade» и «Famous Last Words» с альбома The Black Parade. Чёрно-белое видео повествует о двух влюблённых, живущих в весьма странном, абстрактном мире, показывает их встречу, влюблённость и трагическое расставание. Также в клипе показано, как падают участники группы, но не указано, почему они падают и преземляются ли они. Первым падает бас-гитарист Майки Уэй, следом за ним — соло-гитарист Рэй Торо, третьим — барабанщик Боб Брайар, четвёртым падает ритм-гитарист Фрэнк Айеро, последним — солист Джерард Уэй. В конце видео взрываются усилитель и две гитары.
7 марта 2007 года группа выложила клип на сайты YouTube и Myspace. 8 марта 2007 на британском Channel 4 состоялась премьера видео, а 9 марта 2007 видео впервые показали на телеканале Kerrang!. 19 марта 2007 года в Великобритании видео было распространено для покупки в iTunes. В Новой Зеландии видео было выпущено 13 марта 2007 года.

## Приём
Песня получила положительные отзывы 4/5 звезд от музыкального сайта Pitchfork, который написал: 
...это первая рок-баллада группы и им определенно стоит задуматься о написании еще десятков подобных ей.
 Сингл был выпущен в Австралии 16 мая.

## Список композиций
- Все песни написаны музыкантами My Chemical Romance.

Version 1 (promotional CD)
| №  | Название           | Длительность |
| -- | ------------------ | ------------ |
| 1. | «I Don’t Love You» | 3:58         |

Version 2 (CD and 7" vinyl)
| №  | Название                  | Длительность |
| -- | ------------------------- | ------------ |
| 1. | «I Don’t Love You»        | 3:58         |
| 2. | «Cancer» (live in Berlin) | 2:37         |

Version 3 (7" vinyl)
| №  | Название                           | Длительность |
| -- | ---------------------------------- | ------------ |
| 1. | «I Don’t Love You»                 | 3:58         |
| 2. | «House of Wolves» (live in Berlin) | 2:57         |

Version 4 (CD)
| №  | Название                           | Длительность |
| -- | ---------------------------------- | ------------ |
| 1. | «I Don’t Love You»                 | 4:00         |
| 2. | «Cancer» (live in Berlin)          | 2:39         |
| 3. | «House of Wolves» (live in Berlin) | 2:57         |

Version 5 (digital download)
| №  | Название                                    | Длительность |
| -- | ------------------------------------------- | ------------ |
| 1. | «I Don’t Love You» (live from Sessions@AOL) | 3:57         |

Version 6 (digital download)
| №  | Название                                    | Длительность |
| -- | ------------------------------------------- | ------------ |
| 1. | «I Don’t Love You» (live from Sessions@AOL) | 3:57         |
| 2. | «Cancer» (live in Berlin)                   | 2:37         |
| 3. | «House of Wolves» (live in Berlin)          | 2:57         |

## Позиции в чартах
| Чарт                     | Позиция |
| ------------------------ | ------- |
| European Hot 100 Singles | 35      |
| German Singles Chart     | 89      |
| Irish Singles Chart      | 27      |
| Galgalatz Israel Top 20  | 3       |
| UK Singles Chart         | 13      |

## Сертификации
| Регион                                                                      | Сертификация | Продажи |
| --------------------------------------------------------------------------- | ------------ | ------- |
| Великобритания (BPI)                                                        | Серебряный   | 200 000 |
| Данные о продажах + прослушиваниях приведены только на основе сертификации. |              |         |